# Калаверас (округ, Каліфорнія)
Шаблон:StateAbbr_ 38°13′ пн. ш. 120°33′ зх. д. / 38.21° пн. ш. 120.55° зх. д.
Округ Калаверас (англ. Calaveras County) — округ (графство) у штаті Каліфорнія, США. Ідентифікатор округу 06009.

## Історія
Округ утворений 1850 року.

## Демографія
За даними перепису 
2000 року 
загальне населення округу становило 40554 осіб, зокрема міського населення було 7300, а сільського — 33254.
Серед мешканців округу чоловіків було 20122, а жінок — 20432. В окрузі було 16469 домогосподарств, 11747 родин, які мешкали в 22946 будинках.
Середній розмір родини становив 2,85.
Віковий розподіл населення поданий у таблиці:
| Стать    | До 15 років | 15-21 | 22-29 | 30-39 | 40-49 | 50-65 | 65-85 | Понад 85 |
| -------- | ----------- | ----- | ----- | ----- | ----- | ----- | ----- | -------- |
| Чоловіки | 3821        | 1798  | 1096  | 2105  | 3252  | 4503  | 3334  | 213      |
| Жінки    | 3604        | 1488  | 1045  | 2282  | 3501  | 4686  | 3390  | 436      |

## Суміжні округи
- Амадор — північ
- Алпайн — північний схід
- Туолемі — південь
- Станіслаус — південний захід
- Сан-Хоакін — захід